# Ясное (Артёмовский городской округ)
В Чугуевском районе Приморского края тоже есть село Ясное.
Я́сное — село в Артёмовском городском округе, ближайший город Артём.

## История
На картах рабоче-крестьянской Красной армии от 1939 и 1941 года на месте села Ясное был расположен крупный совхоз №2-2.
Село Ясное образовано на базе нескольких подсобных хозяйств и 3-го отделения совхоза «Артемовский», которому 25 декабря 1968 года решением исполкома Приморского краевого Совета народных депутатов был дан статус села с названием «Ясное».

## Памятники
Памятник воинам погибшим в годы Великой Отечественной войны. Расположен: ул. Зорге (центр села). Дата установки: 1984 год. Памятник находится в оперативном управлении муниципального учреждения культуры «Методический центр».
20 апреля 2015 года была торжественно открыта Аллея памяти рядом с обелиском при участии сотрудников краевого отделения Пенсионного фонда, при участии заместителя администрации Артемовского городского округа Владимира Ткачука, начальник  территориального управления  села Кневичи Сергея Квашнина и секретаря Артемовского отделения партии «Единая Россия» Ольги Бутковской.

## Население
| 2002 | 2010 | 2021 |
| ---- | ---- | ---- |
| 423  | ↘415 | ↗486 |

## Предприятия
Основным предприятием в селе является бывший совхоз «Артемовский», ныне ООО «СХП Артемовское», в селе работает молочно-товарная ферма.

## Водоснабжение
В селе отсутствует центральное водоснабжение. Основным официальным источником воды для жителей села является центральная электрическая насосная станция на улице Зорге. Так же, многие частные домовладения обзаводятся скважиной для добычи питьевой воды.

## Транспорт
Улицы села не имеют асфальтного покрытия и являются грунтовыми дорогами, за исключением улицы Зорге. Связано федеральной трассой с Артёмом, Владивостоком. Ежедневно, в соответствии с расписанием, от остановки Центр города Артема в село Ясное отправляется автобус номер 18.